# Auernheim
Auernheim is een plaats in de Duitse gemeente Nattheim, deelstaat Baden-Württemberg, en telt 960 inwoners (2008).